# The Wall Street Shuffle
«The Wall Street Shuffle» es una interpretada por la banda británica 10 c.c. Fue publicada en junio de 1974 como el segundo sencillo de su segundo álbum de estudio, Sheet Music.

## Recepción de la crítica
Un escritor no especificado de la revista Cash Box declaró: “Una pista actual pero entretenida con un toque de producción inusual y excelentes interpretaciones, tanto musicales como vocales por parte del grupo, lo convierten en 3:41 muy entretenidos”.

## Créditos y personal
Créditos adaptados desde las notas de álbum de Sheet Music.
10 c.c.
- Eric Stewart – voz principal, piano eléctrico, piano de cola, guitarra líder, Mellotron, órgano
- Lol Creme – guitarra eléctrica
- Kevin Godley – batería, percusión
- Graham Gouldman – bajo eléctrico, guitarra acústica, guitarra eléctrica, percusión

Personal técnico
- 10 c.c. – productor
- Eric Stewart – ingeniero de audio, mezclas

## Posicionamiento

### Gráfica semanal
| Gráfica (1974)                       | Pico de posición |
| ------------------------------------ | ---------------- |
| Alemania (Offizielle Top 100)        | 38               |
| Bélgica (Flandes) (Ultratop Singles) | 4                |
| Bélgica (Valonia) (Ultratop Singles) | 41               |
| Canadá (RPM Top Singles)             | 87               |
| Irlanda (Irish Singles Chart)        | 9                |
| Países Bajos (Nederlandse Top 40)    | 1                |
| Países Bajos (Single Top 100)        | 2                |
| Reino Unido (UK Singles Chart)       | 10               |

### Gráfica de fin de año
| Gráfica (1974)                       | Pico de posición |
| ------------------------------------ | ---------------- |
| Bélgica (Flandes) (Ultratop Singles) | 49               |
| Países Bajos (Nederlandse Top 40)    | 8                |
| Países Bajos (Single Top 100)        | 9                |